# St. Quintin (Mainz)

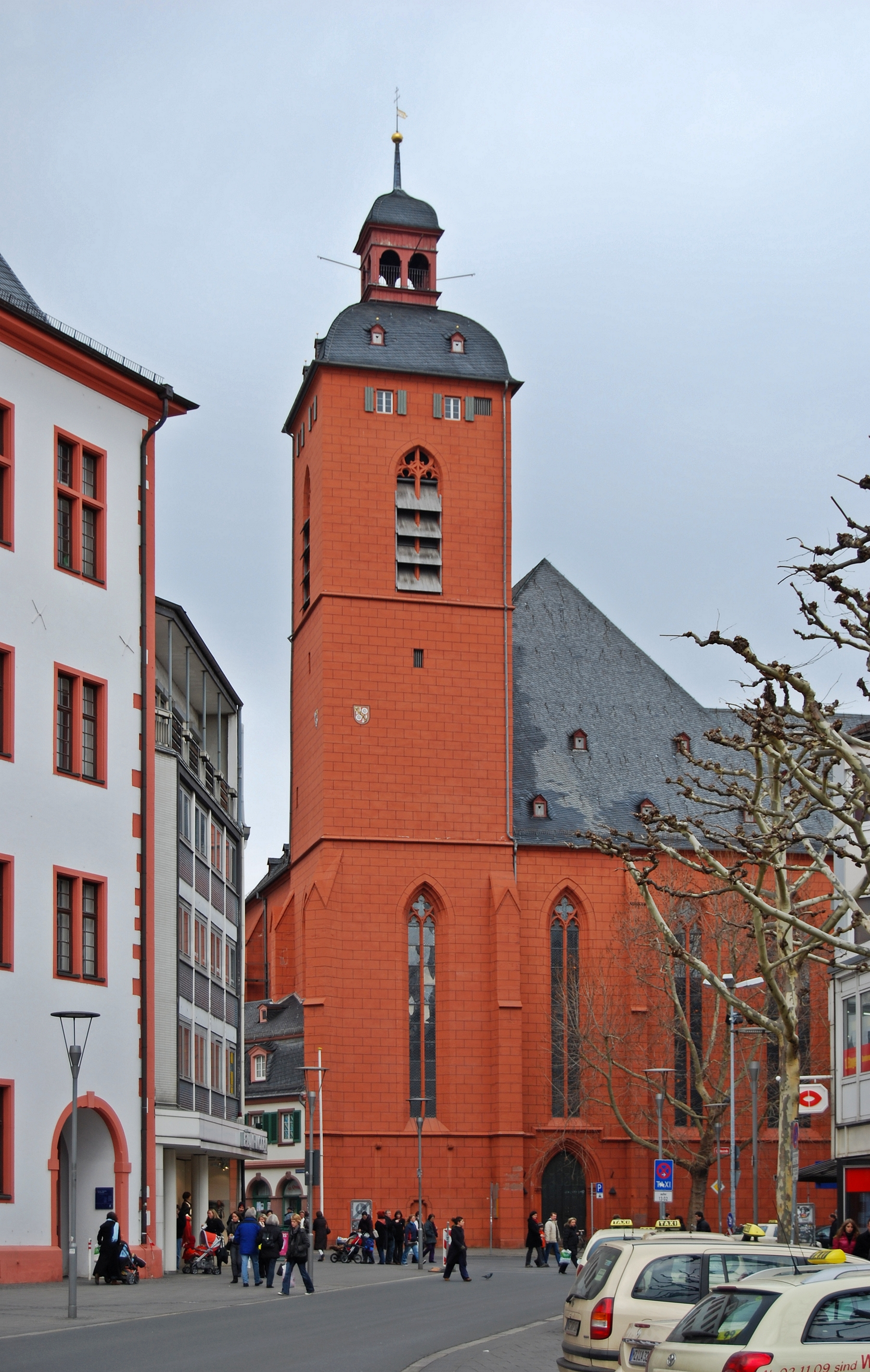
Turm von St. Quintin in Mainz

Die katholische Kirche St. Quintin in Mainz ist die Pfarrkirche der ältesten nachgewiesenen Pfarrei der Stadt. Heute bildet St. Quintin zusammen mit der Domgemeinde St. Martin die Pfarrei Dom St. Martin und St. Quintin. Der Dompfarrer ist heute somit auch immer der Pfarrer von St. Quintin.

## Geschichte
Die Ursprünge der Pfarrei gehen vermutlich noch auf die Zeit der Merowinger, dafür spricht das Patrozinium des Heiligen Quintin, welches später fast in Vergessenheit geriet. Der zweite Patron der Kirche ist der hl. Blasius, von dem St. Quintin ein Kopfreliquiar besaß. Im Jahr 774 wurde St. Quintin erstmals urkundlich erwähnt. Später befand sich bei der Kirche der erste innerstädtische Pfarrfriedhof (erste Erwähnung in den Quellen um 1100). Es wird als sicher angesehen, dass St. Quintin bereits im 8. Jahrhundert bestand; im 7. und 8. Jahrhundert hatte in Mainz eine umfangreiche Kirchenbautätigkeit eingesetzt. Der heutige Bau wurde um 1288 begonnen und um 1330 im gotischen Stil vollendet. Bereits 1348 erlitt dieser Bau schwere Schäden, als ein Feuer, gelegt während eines Pestpogroms, vom nahen Judenviertel aus auf die Kirche übergriff, welches die Fenster des Langhauses zerstörte und die Stadtglocke im Turm einschmolz. Ab 1425 konnten die Schäden erst wieder behoben werden. Dabei entstand auch der Kapellenanbau südlich des Chores mit der alten Sakristei (heutige Abstellkammer). 
Im Dreißigjährigen Krieg diente die Kirche als Kaserne der schwedischen Truppen. Zeitweise fanden so auch evangelische Gottesdienste dort statt. 1721 wurde die Kirche vollständig barockisiert und neu ausgestattet. 1813 war die Kirche wieder Kaserne, diesmal für die französischen Truppen nach der Völkerschlacht bei Leipzig. Eine grundlegende Renovierung und Instandsetzung erfuhr die Kirche 1869 bis 1888, nachdem sie Stadtbaumeister Eduard Kreyßig vor dem drohenden Abbruch wegen Baufälligkeit gerettet hatte. Die Kirche wurde dabei neugotisch ausgestattet. Erhalten sind von dieser Phase nur die neugotischen Chorschranken an den beiden Seiten des Kirchenschiffs.
Im Zweiten Weltkrieg wurde die Kirche bei den Luftangriffen auf Mainz 1942 schwer beschädigt, die Mauern blieben jedoch erhalten. Die wertvolle Armreliquie des Heiligen Quintin, wie auch andere kostbare Ausstattungsstücke verbrannten. Die Rekonstruktion und Renovierung begann sofort. Ein Notdach wurde noch während des Krieges aufgesetzt und schon 1948 konnte die Kirche wieder genutzt werden. Nach dem Krieg diente sie als Kirchenraum für die französische Garnison. Eine neue Quintinsreliquie konnte seit dem 4. November 1950 auf Vermittlung des Bischofs von Soisson Pierre Auguste Marie Joseph Douillard wieder verehrt werden. Ende der 1960er Jahre erfolgten die Arbeiten am Äußeren und am Glockenturm, wobei der Kirchenbau anhand originaler Befunde 1970 auch wieder seine mittelalterliche Farbgebung erhielt. Der Turm blieb jedoch weiterhin mit einem Notdach versehen. Erst 1995 wurde der in originalgetreuer Handarbeit rekonstruierte Renaissance-Turmhelm wieder aufgesetzt.

## Bau
Der gotische Neubau von St. Quintin entstand anstelle eines Vorgängers, dessen Form unbekannt ist und von dem auch keine Baureste sichtbar erhalten blieben. Die heutige Kirche besteht aus einem fast quadratischen dreischiffigen Hallenlanghaus (siehe auch Hallenkirche) mit drei Jochen. Das südwestlichste Joch trägt den massigen Glockenturm der Kirche. Um einen fast quadratischen Grundriss für den Turm zu schaffen, ist das südliche Seitenschiff nur etwa halb so breit wie die Mittelschiffsjoche. Im Turm befindet sich eine Türmerwohnung, die im Jahr 1489 unter Kurfürst Berthold von Henneberg erbaut wurde. Von dieser aus war praktisch das ganze Stadtgebiet des alten „hölzernen“ Mainz zu übersehen. Noch bis ins 20. Jahrhundert diente diese als Brandwache der Stadt. Die Fenster der Türmerwohnung sind mit grünen Fensterläden versehen. Ältester Teil des Baus, wie an den Maßwerkfiguren ablesbar, ist der einschiffige Chor, an dessen Südseite sich die Sakristei befindet. Auf der Nordseite schließt sich eine zweijochige Heiligkreuzkapelle an. Ebenfalls an der Südseite befindet sich das Eingangsportal. Städtebaulich bedeutend ist die aus mittelalterlichen Krambuden hervorgegangene Bebauung der Kirchen-Westwand. Gehalten ist das Äußere in ziegelrot mit aufgemalten Fugen.

## Ausstattung

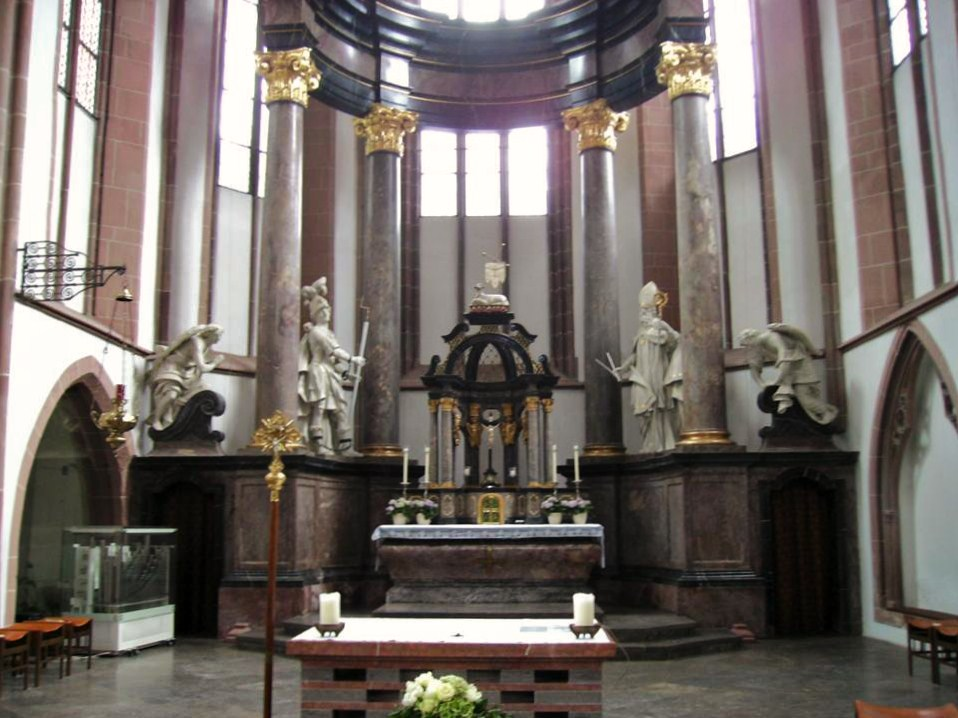
Hochaltar

Die ursprüngliche Innenausstattung der Kirche ging während des Zweiten Weltkriegs weitgehend verloren. Erhalten sind noch zwei qualitätvolle Steinreliefs eines um das Jahr 1500 geschaffenen Kreuzwegs, der Taufstein von 1713 sowie vier Grabplatten aus dem 18. und 19. Jahrhundert. Bemerkenswert ist der in vereinfachter Form rekonstruierte Hochaltar aus rotem und schwarzem Marmor des Architekten Maximilian von Welsch von 1739. Zwischen den Säulen stehen die beiden Kirchenpatrone St. Quintin und des heiligen Blasius, gekennzeichnet durch ihre Attribute Kette und Speer bzw. den gekreuzten Kerzen. Mit den anbetenden Engelfiguren sind diese beiden Figuren aus der Werkstatt des Mainzer Bildhauers Burkhard Zamels der einzig verbleibende, originale Figurenschmuck des einst reich verzierten Hochaltars. Der moderne Zelebrationsaltar, Ambo wie auch Sedilien entstanden 1998 nach den Entwürfen des Limburger Künstlers Karl Matthäus Winter.
Im Inneren finden sich wegen der schnellen Wiederbenutzbarkeit nach dem Zweiten Weltkrieg auch viele Ausstattungsstücke aus anderen Kirchen der Stadt, so zum Beispiel das große Altarbild des Franz Anton Maulbertsch von 1758 an der Westwand des nördlichen Seitenschiffs, welches Mariä Himmelfahrt zeigt und sich ursprünglich in der Abtei Altmünster befand. Nach deren Aufhebung 1781 zu Gunsten des Universitätsfonds und deren Nutzung als Militärlazarett wurde es verkauft und ab 1808 als Altarbild von St. Emmeran genutzt. Bemerkenswert ist weiterhin die Rokoko-Kanzel des Schreinermeisters Johannes Förster, welcher auch die Kanzel von St. Peter schuf. Ihren figürlichen Schmuck führte der Bildhauer Heinrich Jung aus. Auch die Kanzel stammte ursprünglich aus St. Emmeran, wurde 1761 von der verwitweten Gräfin Ostein für diese gestiftet und im Zweiten Weltkrieg wie das Altarbild in die Krypta des Mainzer Domes ausgelagert. Nach dem Krieg kamen beide Kunstwerke wie auch der barocke Beichtstuhl von St. Emmeran nach St. Quintin. 
Die barocken, aus Nussbaum gearbeiteten Seitenaltäre stammen ursprünglich aus der Liebfrauenkirche von Oberwesel und wurden 1899 an die Pfarrkirche von Mainz-Bretzenheim verkauft. Der rechte Seitenaltar enthält ein Vesperbild aus St. Christoph (heute Kriegsmahnmal). Um 1470 geschaffen, vermittelt diese mittelrheinische Pietà aus Lindenholz ein Bild von der spätmittelalterlichen Frauentracht. Schon vor dem Krieg war St. Quintin Verehrungsort eines Vesperbildes aus dem aufgelösten Agneskloster in Mainz (Augustinerinnen). Das spätmittelalterliche Vesperbild verbrannte. Der linke Seitenaltar ist heute dem hl. Judas Thaddäus geweiht und zeigt eine in der Darstellung ungewöhnliche Ölbergszene mit Gott Vater und Kelch.

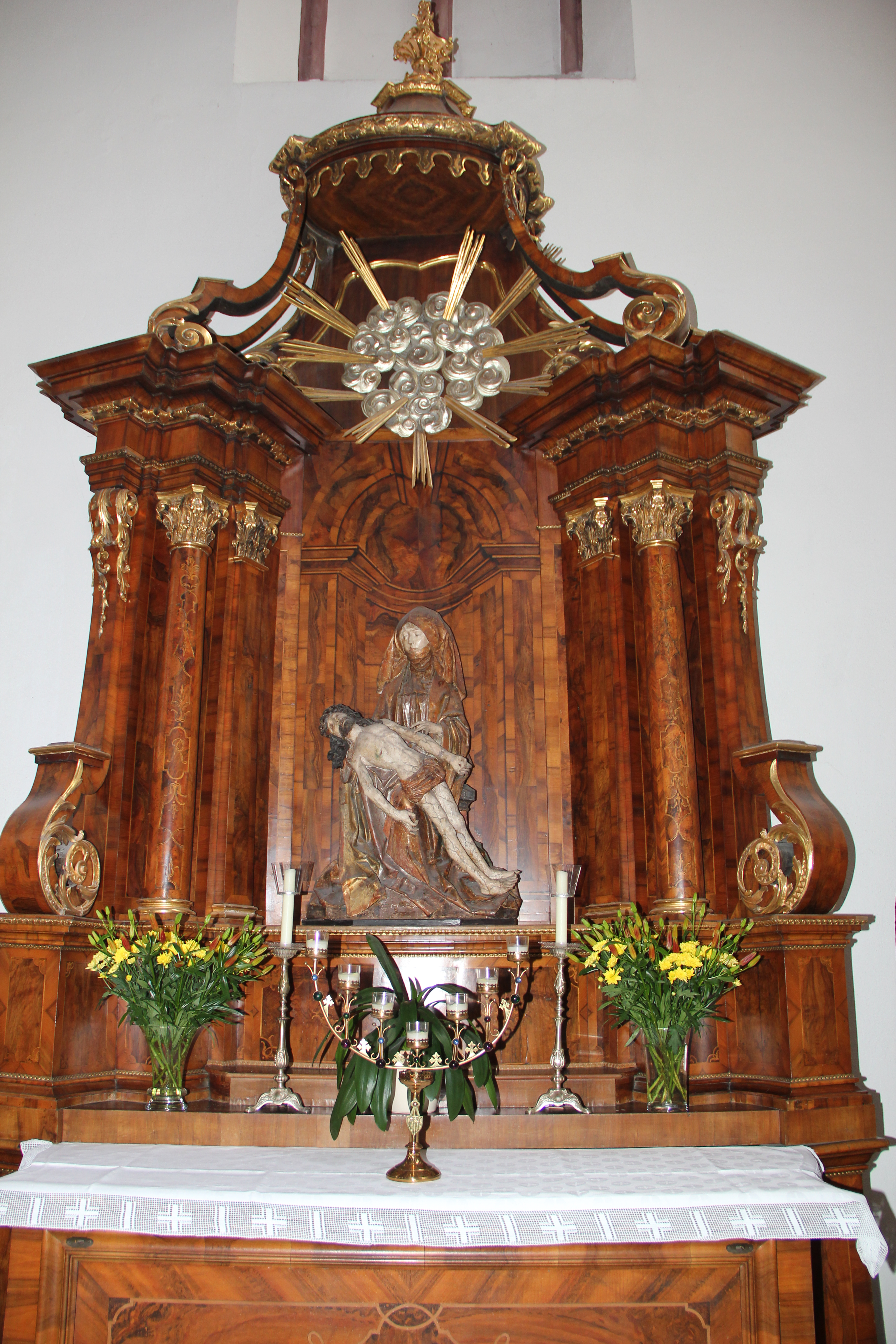
Rechter Seitenaltar in St. Quintin

In der Kreuzkapelle hängt ein qualitativ wertvolles, gotisches Kruzifix um 1400. Der lächelnde Gesichtsausdruck steht im Kontrast zum gekreuzigten Körper. 1942 wurde es von der Gemeinde als Ersatz für das bei einem ersten Bombenangriff zerstörten Triumphkreuz erworben. Die Kirchenbänke sind nach dem Zweiten Weltkrieg in leicht veränderter und vereinfachter Form gefertigt worden. Mit originalen Wangen sind ebenso zwei kleinerer Bänke aus St. Christoph, die mit den alten Kirchenbänken aus St. Quintin fast identisch waren, aufgestellt.

Seit 2008 ist von Aschermittwoch bis Karsamstag das Passionstuch des Mainzer Künstlers Guido Ludes zu sehen, das aus allen vier Evangelien Textfragmente über Jesu Kreuzigung, Verspottung sowie Auferstehung aufnimmt (Malerei auf Leinwand). Figürlich sind die vier Evangelisten mit ihren geflügelten Symbolen Adler, Löwe, Stier, Mensch abgebildet wie am unteren Ende der tote, vom Kreuz abgenommene Christus. Am oberen Ende stehen über allem die Worte: „Eloi, Eloi, Lama Sabachthani?“ (Mein Gott, mein Gott, warum hast du mich verlassen? Mk 15, 34).
Vom selben Künstler stammt das 1987 geschaffene Triptychon, das dessen Familie 2014 der Pfarrei vermachte. Die linke Tafel zeigt Jesus am Kreuz mit der Silhouette Jerusalems im Hintergrund. Statt der Inschrift INRI trägt Jesus eine Tafel mit der spiegelverkehrten Inschrift: „Für Alle“. Die mittlere Tafel, vom Künstler „Ad Vesperam“ (Zur Abendstunde) genannt, zeigt die Kreuzabnahme. Die dritte Tafel zeigt die Auferstehung. In allen Bildern dominieren Hände, die nach Jesus greifen oder auf das leere Grab zeigen. Unter der Orgelempore fungiert es als passendes Pendant zum Fastentuch.
Dort wird zur Advents- und Weihnachtszeit auch eine Krippe des Heppenheimer Bildhauers Philipp Müller von 1929 bis 1935 aufgestellt, die vom Bildprogramm von den adventlichen Lesungen bis hin zu Epiphanie reicht. So sind neben dem Weihnachtsgeschehen die Vertreibung Adam und Evas aus dem Paradies, die Weissagung des Jesaja, Johannes der Täufer und der Seher Bileams zu bewundern.

## Orgel
Auf der Empore befindet sich seit 2012 eine englisch-romantische Orgel aus der renommierten Orgelwerkstatt Nelson in Nordwestengland. In Durham, England, im Jahre 1906 für die heute aufgehobene Wooley Terrace Chapel in Stanley Crook erbaut und durch die Orgelbaufirma Elmar Krawinkel & Sohn restauriert und erweitert, verfügt die Orgel heute über 23 Register, verteilt auf zwei Manuale und Pedal. Mit ihrem schlichten neugotischem Prospekt aus Eiche kommt das historische Instrument mit einer geringen Grundfläche auf der neu errichteten Holzempore von 2003 aus. Bei der Restaurierung erfuhr die Nelson-Orgel eine Erweiterung um sieben Register in zwei neuen Seitenprospekten, wobei historisch-englische Pfeifen (ehemals in St. Georg's, Hanover Square, London) Verwendung fanden und keine historische Substanz an der Orgel vernichtet wurde. Die Orgel hat folgende Disposition:
| I Manual, Great Organ C–c4 |     |
| Open diapason              | 8′  |
| Dulciana                   | 8′  |
| Hohl flute                 | 8′  |
| Principal                  | 4′  |
| Piccolo                    | 2′  |
| Twelfth*                   | 3′  |
| Mixtur 2rangs*             | 4′  |
| Trumpet*                   | 16′ |
| Trumpet                    | 8′  |

| II. Manual, Swell Organ C–c4 |    |
| Violin diapason              | 8′ |
| Voix celeste                 | 8′ |
| Viol d'orchestra             | 8′ |
| Lieblich gedact              | 8′ |
| Gemshorn                     | 4′ |
| Trumpet                      | 8′ |
| Oboe                         | 8′ |
| Tremulant                    |    |

| Pedal C–f1     |     |
| Accustic Bass* | 32′ |
| Open diapason* | 16′ |
| Bordun         | 16′ |
| Open Bass*     | 8′  |
| Bass Flute     | 8′  |
| Trumpet*       | 16′ |
| Trumpet*       | 8′  |

| Couplers           |
| Swell to Great     |
| Swell sub octave   |
| Swell super octave |
| Swell to Pedal     |
| Great to Pedal     |

*neues Register

## Glocken
St. Quintin verfügt über vier Kirchenglocken. Die bedeutendste Glocke des Geläuts ist die älteste Glocke von Rheinland-Pfalz, das bienenkorbförmige Lumpenglöckchen, das aus der Zeit um 1250 stammt. Seit der Restaurierung der Glocke im Jahre 1997 läutet diese täglich zum Angelus. Im Jahre 1908 wurde das damalige gotische Geläut (ohne Lumpenglöckchen) samt Glockenstuhl abgetragen und durch ein neues Geläut mit Stahlglockenstuhl ersetzt. Die beiden Weltkriege haben lediglich die Quintinsglocke jenes Geläuts verschont; sie bildet heute die zweitkleinste Glocke. Zwei größere Gussstahlglocken aus den 1920er Jahren wurden hinzugefügt.
| Glocke | Name            | Gussjahr | Gießer                  | Masse     | Schlagton |
| ------ | --------------- | -------- | ----------------------- | --------- | --------- |
| 1      | Judas Thaddäus  | 1920     | Bochumer Verein         | ≈ 1350 kg | d¹        |
| 2      | St. Katharina   | 1923     | Bochumer Verein         | ≈ 1080 kg | e¹        |
| 3      | Quintinsglocke  | 1908     | Petit & Gebr. Edelbrock | 00463 kg  | a¹        |
| 4      | Lumpenglöckchen | um 1250  | unbekannt               | 00115 kg  | c³/cis³   |

## Kirchhof
Der ehemalige, heute in das Gelände des städtischen Altersheimes einbezogene Kirchhof ist nicht mehr als solcher erlebbar. An der Kirchen-Nordwand sind einige Grabsteine aufgestellt, die 1883 im Fußboden der Kirche entdeckt und dort aufgestellt wurden, was zu starken Verwitterungsschäden führte. Bis zum Zweiten Weltkrieg zierte ein barockes Friedhofsportal den Eingang zur Schusterstraße. Das Sandsteinportal mit beiden Patronen und Maria zusammen wurde durch einen direkten Bombentreffer zerstört.

## Trivia
Der Showmaster und Schauspieler Heinz Schenk war in seiner Jugend Messdiener in St. Quintin.